# 古曼童

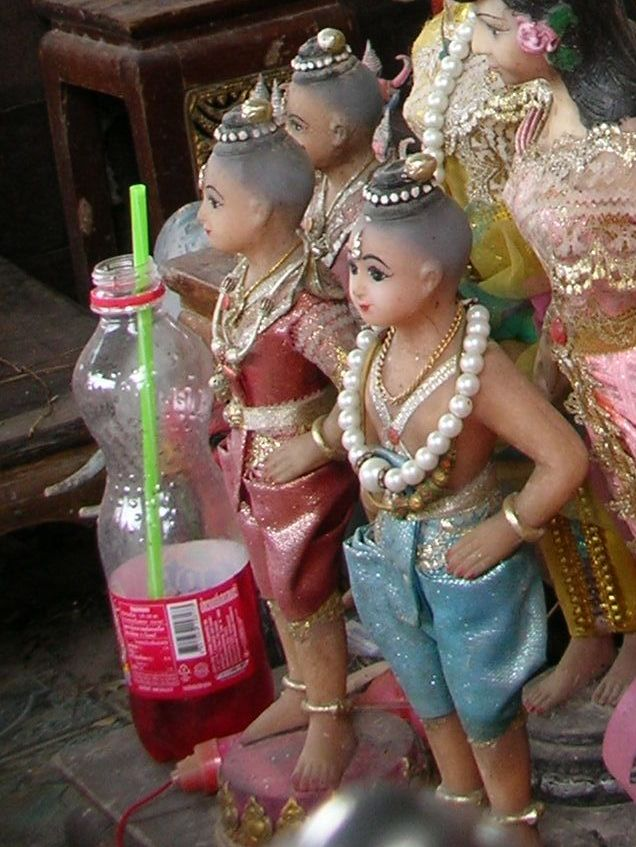
古曼童的偶像

古曼童又稱天童（羅馬化：Kuman Thong，直译：「金童」）是屬於泰國的一種法脈傳承信仰，目前已流傳至泰國以外的亞洲地區。「古曼童」在泰語本來的意思解作「金童子」，初載於《坤昌坤平》一書。

## 製作
古曼童的傳統製作方法是將 七處廟土、香灰、經粉、七處墓土、金箔、花粉、派古曼粉等… 師傅親手寫經文，再搭配多種材料製成。製成後還要經過高僧的法術儀式加持，並藉由靈體把祂的能量的灌入，使他們得以「重生」。古曼童又叫做THEP古曼（天童）一般都是和尚做的 也有阿贊會做THEP古曼。傳統古曼童為供奉尊樣貌，娃娃型則不被「泰國政府和佛教機構承認」，並且政府禁止和尚加持娃娃，一般古曼加持由師傅同意後才可出廟，與偏門的「養小鬼」不同。另一種叫做「路過」才是養小鬼，與古曼童有著天差地別，但是通常被外界混淆在一起。

## 禁止
在中国大陆，古曼童及相关物品被电商平台禁售，原因为封建迷信物品，并违反相关法律法规。